# Contea di Sclafani Nerello Mascalese
Il Contea di Sclafani Nerello Mascalese è un vino DOC la cui produzione è consentita nelle province di Agrigento, Caltanissetta e Palermo.

## Caratteristiche organolettiche
- colore: rosso poco intenso
- odore: fine, delicato
- sapore: elegante, fruttato

## Produzione
Provincia, stagione, volume in ettolitri
- nessun dato disponibile